# 1765
Het jaar 1765 is het 65e jaar in de 18e eeuw volgens de christelijke jaartelling.

## Gebeurtenissen
februari
- 5 - Benjamin Franklin en drie andere Amerikaanse agenten proberen premier Grenville te weerhouden nieuwe belastingwetten op te leggen aan de Amerikaanse koloniën. De volgende dag dient Grenville de Stamp Act in bij het Lagerhuis.

maart
- 13 - De Leeuwarder Woensdagse Courant meldt de vondst door werklui in de Nicolaaskerk van Wieuwerd van een grafkelder met elf gemummificeerde lijken, mogelijk van de Labadisten die ooit op de Thetinga State woonden.
- 22 - Koning George III van Groot-Brittannië bekrachtigt de Stamp Act, die zegelrecht legt op alle drukwerk.

mei
- 25 - Christiaan Brunings wordt door het Hoogheemraadschap Rijnland benoemd tot opzichter van Spaarndam.

juni
- 24 - De Britse commodore John Byron ontdekt Atafu,en noemt het Duke of York's Island.

juli
- 13 - Rockingham wordt eerste minister van Groot-Brittannië en kondigt aan de Stamp Act te zullen herzien.

augustus
- 12 - De Nawab verleent na lange onderhandelingen de Britten het belastingrecht over Bengalen, Orissa en Bihar. In Avadh wordt een Britse resident aangesteld.

september
- 11 - Op de Grand tour van de Mozarts door Europa arriveert de familie in Den Haag, nadat de achtjarige Wolfgang in de voorgaande dagen de orgels heeft bespeeld van de Bernardinuskapel in Gent en de kathedraal van Antwerpen. In Den Haag treedt hij op voor prinses Carolina en een paar dagen later voor stadhouder Willem V.

- 24 -  Jean Rodier, gouverneur van Curaçao, informeert de Bewindvoerders van de  West-Indische Compagnie over de opstand van totslaafgemaakten op Plantage Fontein op Bonaire die eerder die maand was uitgebroken. De gouverneur stuurt de commissaris van de slavenhandel, Cornelis Stuijling, met een assistent en een zogenaamde ‘gouvernementsslaaf’ naar Bonaire om contact te leggen met de opstandelingen. Op uitnodiging van Stuijling komen 61 opstandelingen naar  Fort Oranje. Stuijling gaat met een zestal in gesprek en noteert dertig klachten over de behandeling door de commandeur van Bonaire en zijn assistent gerelateerd aan verslechteringen in de arbeidsomstandigheden (zoals het afpakken van de vrije zondag, het recht op zwangerschapsverlof, oneerlijke straffen, onvoldoende pauze voor de middagmaaltijd en slechte medische verzorging). Nadat Stuijling hun klachten had opgenomen en deze had voorgelezen in het bijzijn van de opstandelingen en de commandeur, hervatten de opstandelingen het werk.

zonder datum
- Jozef II wordt keizer van het Heilige Roomse Rijk. Hij wordt mederegent naast zijn moeder Maria Theresia.

## Muziek
- Johann Christian Bach schrijft zijn Symfonieën Opus 3
- Joseph Haydn componeert zijn Symfonie nr. 17
- Antoine Dauvergne componeert Le triomphe de flore

## Bouwkunst

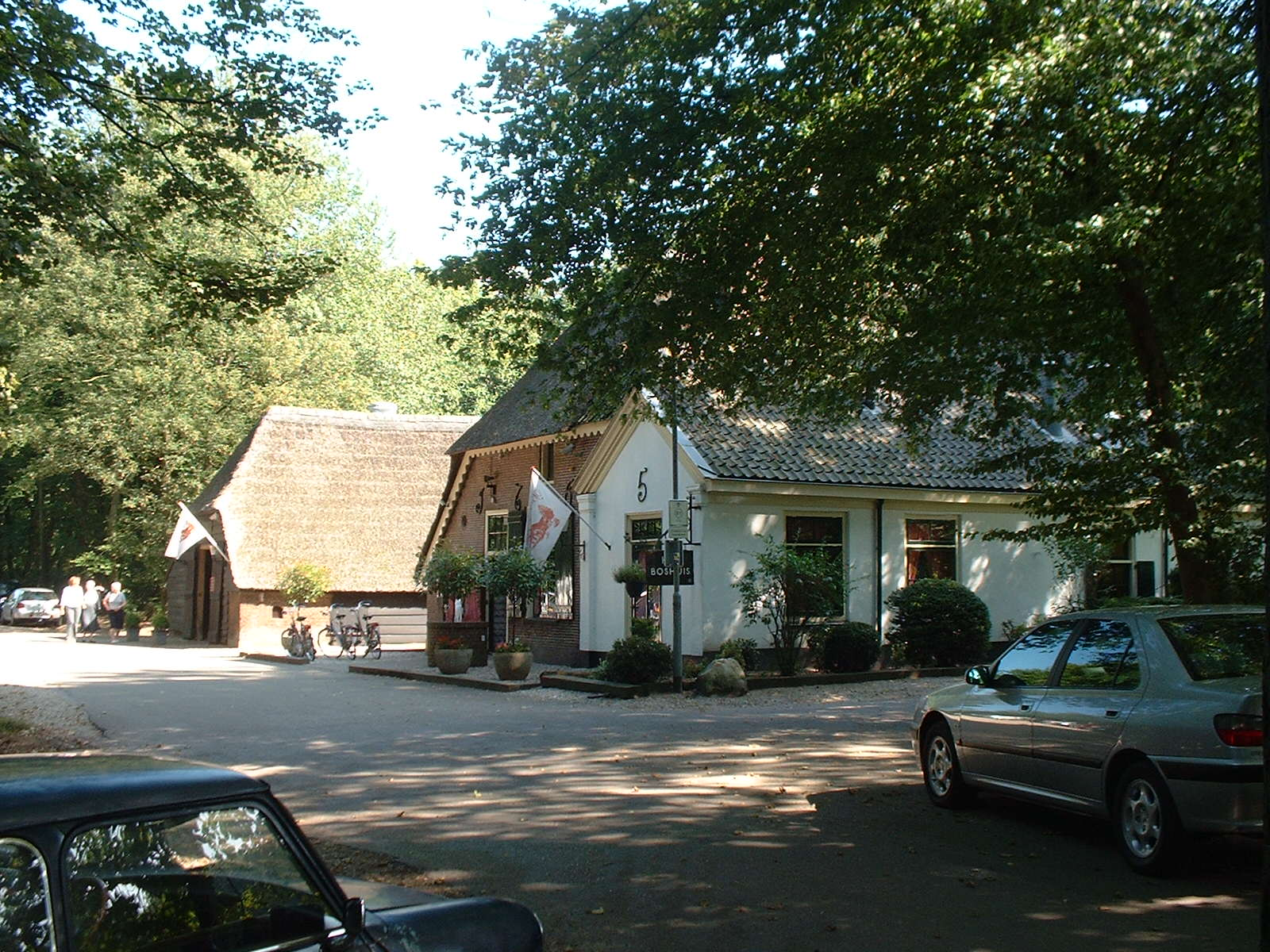
't Boshuis, Drie (1765)

## Geboren
januari
- 27 - Jan Apeldoorn, Nederlands tekenaar en kunstschilder (overleden 1838)

februari
- 1 - Pieter Hennequin, Nederlands officier der Genie (overleden 1826)

maart
- 6 - Jeanne Huc-Mazelet, Zwitserse gouvernante (overleden 1865)
- 7 - Joseph Nicéphore Niépce, Frans uitvinder van de fotografie (overleden 1833)

mei
- 8 - Marianne Kraus, Duits kunstschilder en hofdame (overleden 1838)

juni
- 1 - Laurentius Passchijn, Belgisch politicus (overleden 1849)
- 5 - Johann Gottlieb Friedrich von Bohnenberger, Duits astronoom, wis- en natuurkundige (overleden 1831)

augustus
- 22 - Carl Ludwig Willdenow, Pruisisch botanicus (overleden 1812)

september
- 30 - José María Morelos, Mexicaans onafhankelijkheidsstrijder (overleden 1815)

oktober
- 26 - Jakub Jan Ryba, Tsjechisch componist (overleden 1815)

november
- 14 - Robert Fulton, Amerikaans kunstschilder, ingenieur en uitvinder (overleden 1815)

datum onbekend
- Pjotr Bagration, Russisch generaal (overleden 1812)

## Overleden
januari
- 12 - Johann Melchior Molter (68), Duits componist en dirigent

april
- 5 - Edward Young, Engels dichter
- 9 - Maria Louise van Hessen-Kassel (77)
- 15 - Michail Lomonosov (53), Russische geleerde

mei
- 5 - August Friedrich Graun (circa 67), Duits componist en cantor

augustus
- 18 - Frans I Stefan (56), keizer van het Heilige Roomse Rijk